# Gasoil

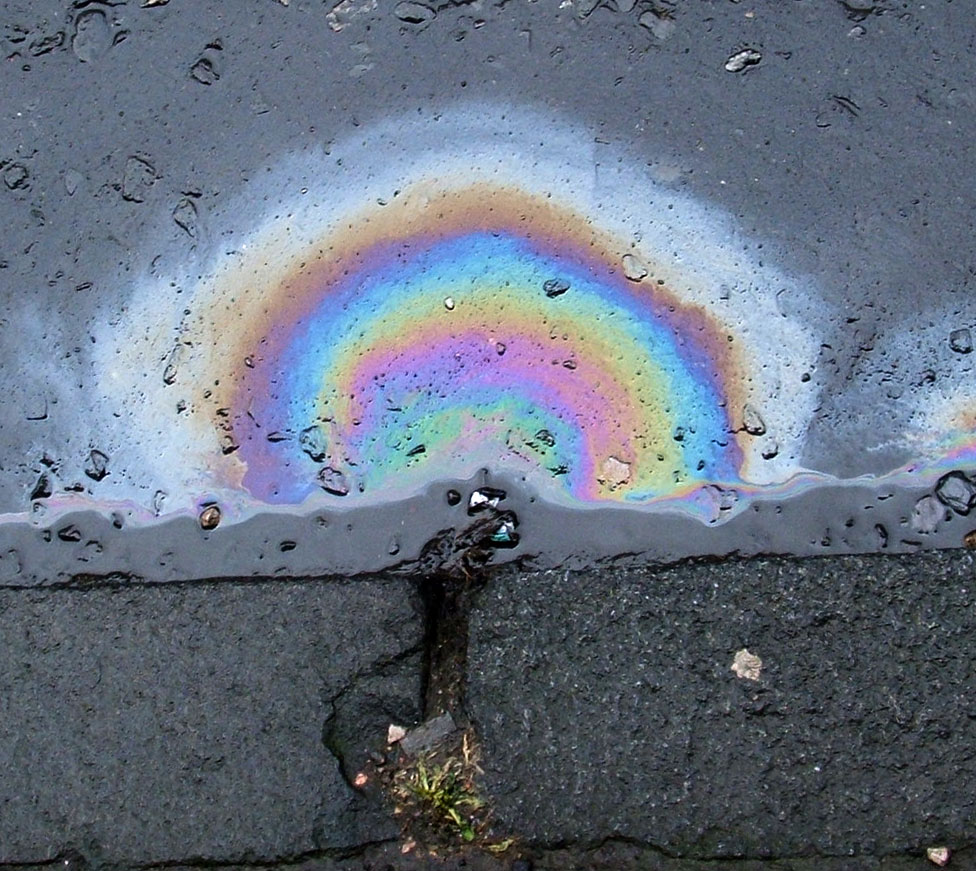
Restes de gasoli al seu contacte amb aigua.

El gasoil (de l'anglès gasoil) o gasoli, conegut popularment també com a dièsel (per ser el combustible utilitzat en els motors dièsel), és un derivat del petroli obtingut per destil·lació fraccionada entre els 200 °C i 350 °C a pressió atmosfèrica.
La densitat del gasoli és d'uns 850 grams per litre en comparació de la gasolina d'uns 720 g/L, aproximadament 15% menys. En la combustió, el gasoli allibera 40,9 megajoules (MJ) per litre, i la gasolina només uns 34,8 MJ/L, un 15% menys.
Gràcies a la poca volatilitat, al contrari de la gasolina, el gasoli no s'inflama en contacte amb una flama o espurna. Necessita un difusor (tal com el ble d'una espelma) o ser polvoritzat. El vapor s'autoinflama a uns 900 °C o en sotmetre'l a pressions de 15 - 20 atmosferes, fet que s'utilitza en el motor dièsel.
El gasoil és menys complicat de refinar i normalment menys costós de produir i transportar.
Històricament és emprat en indústria pesant (camions, ferrocarrils, vaixells…) i calefacció, per poc cost, gran relació energia/volum i motius de seguretat.

## Composició química

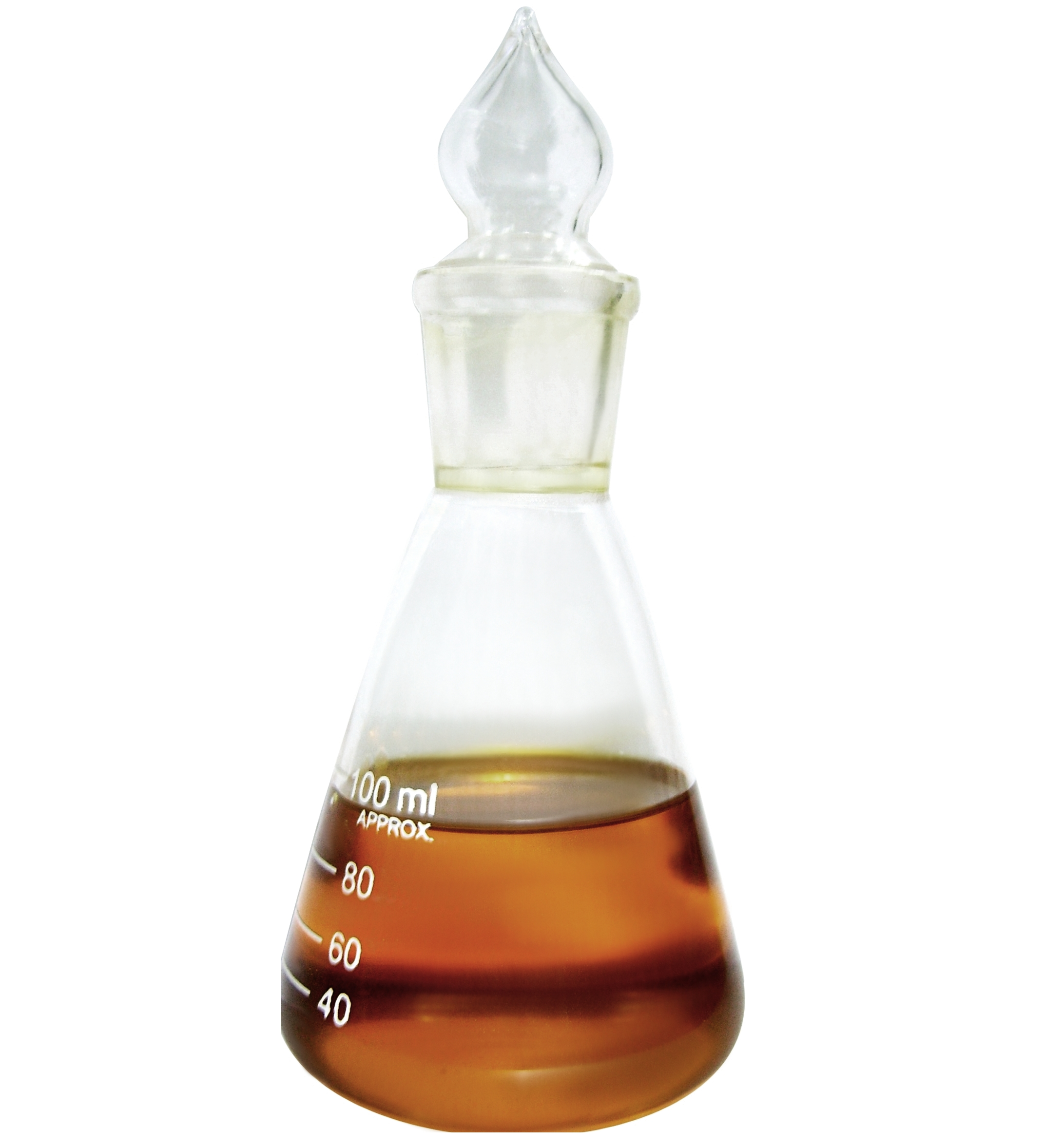
Combustible biodièsel en un matràs Erlenmeyer

Es compon d'un 75% hidrocarburs saturats (majorment parafines tipus n, iso, i cicloparafines), un 25% hidrocarburs aromàtics (incloent-hi les naftalines i benzens alcalins).
Depenent del petroli utilitzat, la fórmula pot variar de l'estàndard: C12H26, anant des de C10H22 fins a C15H32. En menor quantitat hi ha compostos de nitrogen, oxigen, sofre que influeixen molt en les propietats finals del gasoil. Segons l'època de l'any i la localització, de vegades s'hi afegeixen anticongelants per tal que el gasoil es congeli a una temperatura més baixa.

## Contingut en sofre
El gasoil conegut com a ULSD (de l'anglès Ultra-low-sulfur diesel, “gasoil molt baix en sofre”), és la varietat de gasoil més utilitzada avui en dia a Europa i a Amèrica del nord. Té un contingut de sofre de menys de 10 ppm a Europa conforme a la normativa Euro V i menys de 15 ppm als Estats Units, contràriament a les concentracions abans de les regulacions que podien excedir els 500 ppm.
El procés de refinament del gasoil que elimina el sofre també redueix la quantitat d'hidrocarburs aromàtics i també la densitat del combustible, causant un petit descens en la densitat energètica d'un 1%. Per aquest motiu, el gasoil ULSD sol tenir un poder calorífic més baix.
El gasoil ULSD ha guanyat un gran ús en els últims anys pel fet que els compostos generats en cremar sofre (principalment diòxid de sofre) són molt contaminants i contribueixen a la pluja àcida. Per això, la reducció en la quantitat de sofre en el gasoil redueix substancialment les emissions contaminants en cremar el combustible.